# Província Cisplatina
La província Cisplatina (és a dir, "Província d'aquest costat del Riu de la Plata", des de la perspectiva brasilera) va ser el nom que va rebre l'antiga Província Oriental creada per José Gervasio Artigas, després de la invasió portuguesa de 1816. Aquesta, al seu torn, havia estat creada a partir de la Banda Oriental de l'època colonial, quan Espanya exercia la seva sobirania sobre el territori del llavors Virregnat del Riu de la Plata.
Després de la independència del Brasil respecte a Portugal, el 1822, la Província Cisplatina va passar a ser una més del nou país, fins a l'any 1828.
No obstant això, el poble d'aquesta província havia heretat un perfil cultural espanyol, tals com la llengua i els seus costums, pel que mai s'acabaria de sentir unida al Brasil i reclamaria la seva independència definitiva amb el suport de l'Argentina. Tanmateix, en principi, el govern argentí no volia la independència de la província però si buscava que tornés a formar part de les Províncies Unides del Riu de la Plata, organisme governamental integrat principalment per les actuals províncies argentines d'Entre Ríos, Santa Fe, Córdoba, Misiones, Corrientes, el departament bolivià de Tarija, i la pròpia Província Oriental.
Per tant, existien tres postures ben diferenciades i oposades: la de l'Argentina, que volia reintegrar-la com a part del seu antic territori, sota el pretext que li pertanyia per dret des de la conquesta espanyola; la del Brasil, que tenia interès en conservar la província per a protegir a les altres províncies del sud i l'accés a l'estuari de la Plata; i la dels propis habitants del territori, que pugnaven per independitzar-se d'ambdues potències.

## Motius de la invasió portuguesa
Joan VI, rei de Portugal, després de la invasió del seu país per Napoleó, es va traslladar amb la cort a Rio de Janeiro (1808). Com a part de la seva estratègia política, elevaria al Brasil a la categoria de Regne, unint-lo a Portugal i l'Algarve, del que va passar a ser Príncep Regent. La seva arribada va propiciar la intensificació de les directrius polítiques de Portugal, al combatre els elements revolucionaris de la regió i retenir tots els territoris sota el seu domini.
El control del riu de la Plata havia estat una empresa d'incalculable valor estratègic des dels primers temps de l'arribada dels europeus a l'Amèrica del Sud. Degut a l'expansió territorial de la colònia brasilera cap a l'interior del continent i la troballa d'or a la capitania de São Paulo, els Bragança necessitaven garantir l'accés del seus vaixells a l'estuari per remuntar els rius Uruguai, Paraná i Paraguai.
Carlota Joaquima de Borbó, primogènita del derrocat Carles IV d'Espanya, era l'esposa de Joan VI. Encara que no confiés en les intencions polítiques de la seva esposa, que era afí als interessos espanyols, va decidir emprar la seva figura per guanyar-se el favor dels polítics del Virregnat del Riu de la Plata, debilitant el poder espanyol a la regió i possibilitant l'expansió portuguesa. Els revolucionaris argentins van donar-hi suport, encara que Anglaterra va rebutjar la proposta, ja que veia amenaçada la seva influència en l'Amèrica espanyola. Les tropes angleses defensaven els interessos de la corona britànica, que era fragmentar a les colònies espanyoles i detenir l'excessiva expansió de Portugal.
El maig de 1810, la Revolució de Maig a Buenos Aires va derrocar el Virregnat del Riu de la Plata i va instituir les Províncies Unides del Riu de la Plata. El 1811, les forces portugueses van intervenir per fer costat als espanyols residents a Montevideo a combatre a José Gervasio Artigas i els rebels argentins. El 1813, Artigas va usar la denominació de Província Oriental per a referir-se a l'antiga Banda Oriental que se situava a l'est del Riu de la Plata.
El 1815, amb la restauració de la monarquia a Espanya, Joan VI va veure amb recel la possible formació d'un bloc polític espanyol hegemònic al Riu de la Plata. El 1816 va enviar al sud a la divisió dels "Voluntaris Reials", dirigits pel general Federico Lécor, que va envair Maldonado i va ocupar Montevideo el 1817. Mentrestant, Artigas seguia amb el seu escamot revolucionari. Després de la victòria brasilera a la batalla de Tacuarembó, el 1820, es va establir el domini definitiu del Brasil en la regió.
El 1821 la Província Cisplatina estava devastada per la guerra i els enfrontaments civils. Per un costat hi havia els militars brasilers i portuguesos i, per l'altre, els aliats de l'Argentina, el cabdill oriental José Artigas, els espanyols i els criolls.

## Revolució del poble oriental i independència
José Artigas va ser derrotat i va buscar asil polític al Paraguai. Els portuguesos van prendre el control de les terres i es van encarregar dels negocis i l'administració financera de la província, així com de l'exportació de bestiar boví a la resta del Brasil. Després dels fallits intents de l'Argentina per intervenir i buscar l'autonomia de l'antiga Banda Oriental, el General Juan Antonio Lavalleja, refugiat a Buenos Aires, reuniria a un grup de trenta-tres homes coneguts popularment com els Trenta-tres Orientals. El 19 d'abril de 1825, desembarquen a la platja de l'Agraciada, a l'actual departament de Soriano. Gràcies el suport de Buenos Aires, van reactivar els moviments independentistes a tota la província i van guanyar aliats importants contra els brasilers, com Fructuoso Rivera, futur primer president de l'Uruguai després de la seva independència.

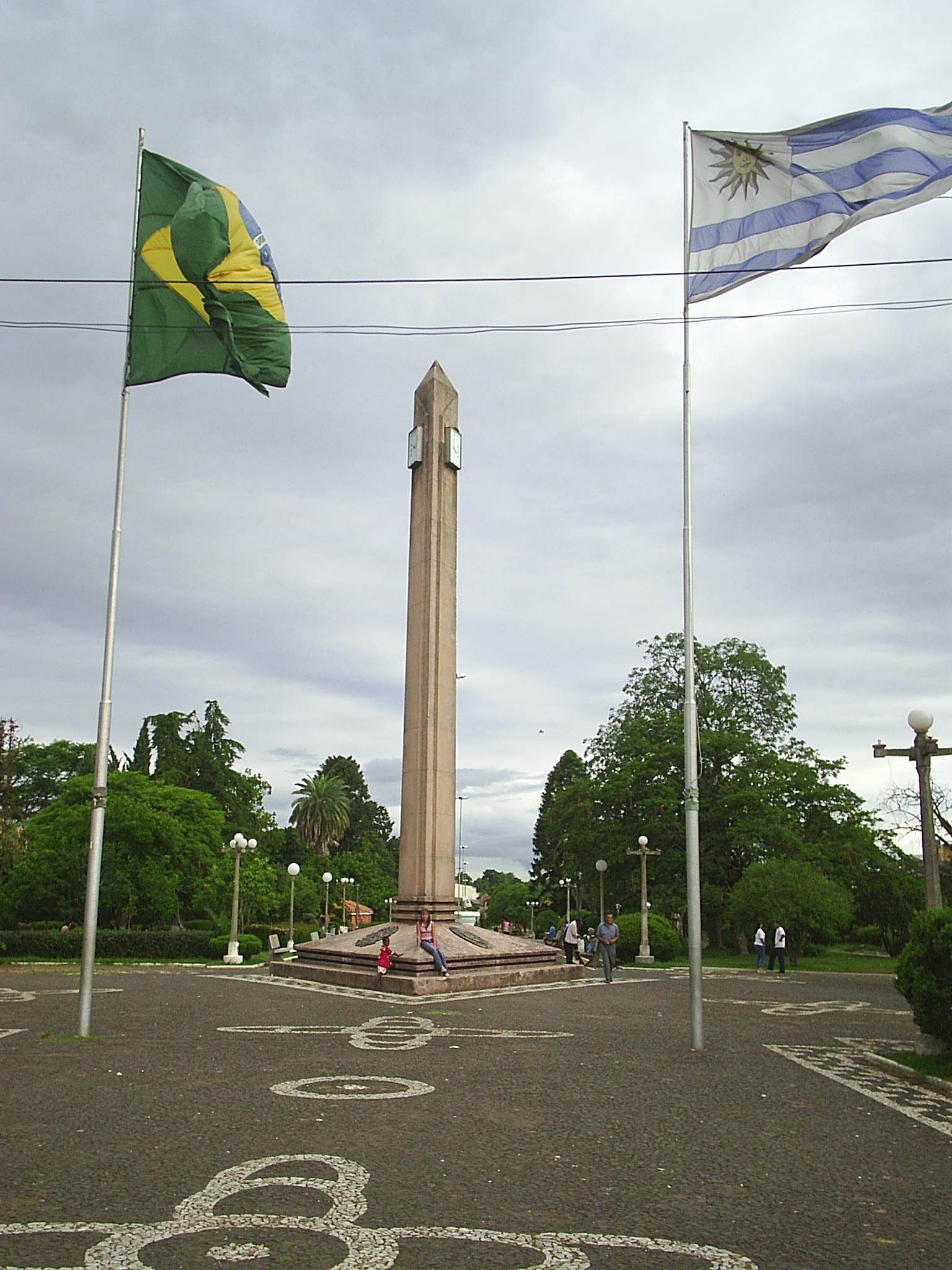
Obelisc de la Plaça Internacional, a la Frontera de la Paz, ciutats de Livramento (Brasil) i Rivera (Uruguai).

Hi va haver una sèrie de batalles entre revolucionaris i brasilers en les quals van morir molts militars i civils. La magnitud dels combats va ser tan gran que el comte d'Àustria, Klemens Wenzel Lothar von Metternich, va haver de demanar suport a la Gran Bretanya perquè oficiés d'intermediària a la regió i així arribés a la pau. El 25 d'agost de 1825 es reuneix el Congrés de la Florida a la ciutat homònima i es proclama de forma temporal la sobirania i autonomia de la Província Cisplatina. En resposta, el Brasil va declarar la guerra a les Províncies Unides el 10 de desembre.
El 25 d'agost és considerada com la consagració de la independència, encara que el nou país naixeria després de la Convenció Preliminar de Pau de 1828 a Rio de Janeiro, on Anglaterra, Brasil i l'Argentina van acordar la creació d'un nou Estat independent subjecte a tutela de les seves dues grans veïnes fins a l'any 1830, quan l'Estat Oriental rep el nom definitiu de República Oriental de l'Uruguai.
Finalment, el 15 de maig de 1852 es va signar un tractat de límits fronterers amb el Brasil, al qual es va acordar de forma arbitrària una frontera natural entre ambdós països. Una petita proporció de la província va ser presa pel Brasil i forma part de l'actual Estat de Rio Grande do Sul. No obstant això, en l'actualitat existeixen desacords entre Brasil i l'Uruguai respecte als límits, i existeixen dues zones geogràfiques - el Rincón de Artigas i l'Illa Brasileira - que aquest últim reclama seves.
En l'actualitat, existeixen ciutats binacionals, tan sols separades per un carrer o una plaça, i el nombre de col·legis bilingües a la frontera és cada vegada major. El govern uruguaià, d'altra banda, va decretar l'ensenyament obligatori de la llengua portuguesa a tot el país a partir de 2008. Malgrat les diferències, l'Uruguai i el Brasil mantenen una relació cordial en l'actualitat.